# Џенингс (Канзас)
Џенингс (енгл. Jennings) град је у америчкој савезној држави Канзас.

## Демографија
По попису из 2010. године број становника је 96, што је 50 (-34,2%) становника мање него 2000. године.
| Група             | 2000.       | 2010.      |
| Белци             | 145 (99,3%) | 95 (99,0%) |
| Афроамериканци    | 0 (0,0%)    | 0 (0,0%)   |
| Азијати           | 0 (0,0%)    | 0 (0,0%)   |
| Хиспаноамериканци | 1 (0,7%)    | 0 (0,0%)   |
| Укупно            | 146         | 96         |